# Anthony Rech
Anthony Rech (* 9. Juli 1992 in Sallanches) ist ein französischer Eishockeyspieler, der seit Juni 2023 erneut bei den Dragons de Rouen aus der französischen Ligue Magnus unter Vertrag steht und dort auf der Position des Flügelstürmers spielt. Zuvor war Rech unter anderem für die Schwenninger Wild Wings, Grizzlys Wolfsburg und Iserlohn Roosters in der Deutschen Eishockey Liga (DEL) aktiv, nachdem er in seiner französischen Heimat zahlreiche Erfolge gefeiert hatte.

## Karriere

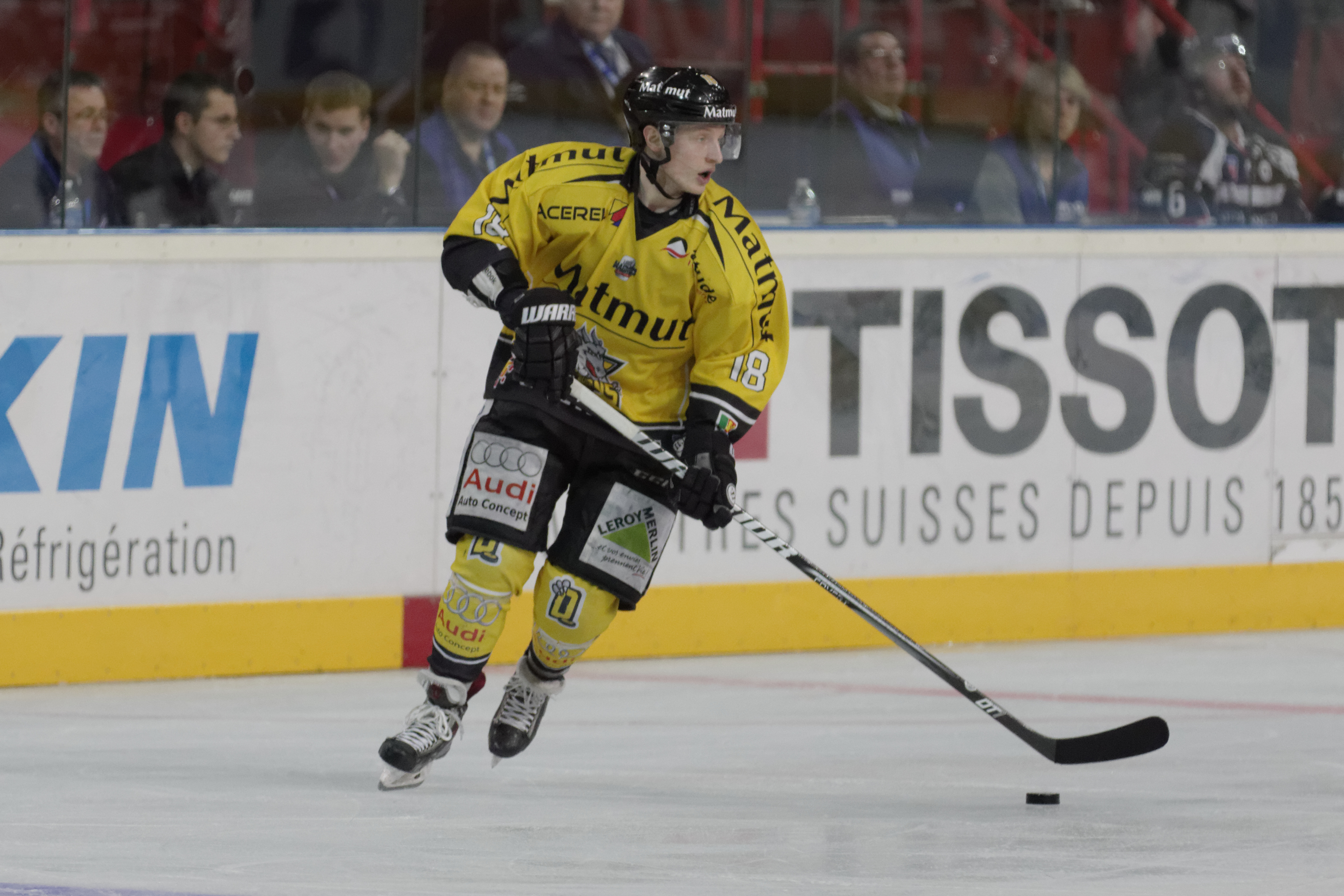
Rech im Trikot der Dragons de Rouen (2014)

Anthony Rech begann seine Karriere als Eishockeyspieler in der Nachwuchsabteilung der Dragons de Rouen. Mit den Dragons gewann er in den Spielzeiten 2010/11 und 2011/12 jeweils den Französischen Meistertitel. Zudem errang er mit Rouen im Jahr 2011 die Coupe de France sowie in den Jahren 2010 und 2013 die Coupe de la Ligue. Darüber hinaus gewann er im Jahr 2010 mit Rouen die Trophée des Champions. Auf europäischer Ebene triumphierte er mit dem Team in der Saison 2011/12 beim IIHF Continental Cup. 
Im Sommer 2014 verließ der Stürmer die Dragons und spielte anschließend eine Saison für die Ducs de Dijon. Anschließend wechselte er zu den Rapaces de Gap. Nachdem er mit der Mannschaft im Jahr 2016 den Pokalwettbewerb gewonnen hatte, folgte ein kurzes Intermezzo beim Schweizer Traditionsverein EV Zug. Dort kam er aber nicht über einen Kaderplatz in der EVZ Academy, die in der zweitklassigen National League B (NLB) beheimatet war, hinaus. Er kehrte daraufhin nach Gap zurück, gewann mit dem Team die Meisterschaft und erhielt zahlreiche persönliche Auszeichnungen.
Nach diesen Erfolgen wagte Rech abermals den Wechsel ins Ausland und heuerte für die Saison 2017/18 bei den Schwenninger Wild Wings aus der Deutschen Eishockey Liga (DEL) an. Der Franzose verbrachte dort zwei Spielzeiten und wechselte dann innerhalb der Liga zu den Grizzlys Wolfsburg. Für die Wolfsburger war Rech drei Spielzeiten aktiv und wurde mit der Mannschaft im Jahr 2021 Vizemeister, ehe er im Sommer 2022 zum finnischen Klub TPS Turku in die Liiga wechselte. Nach 29 Einsätzen verließ er Turku jedoch schon wieder Anfang Januar 2023 und kehrte in die DEL zurück. Dort schloss er sich bis zum Saisonende den Iserlohn Roosters an, für die er letztlich 16 Partien absolvierte. Zur Saison 2023/24 wechselte er zurück zu seinem Ausbildungsverein Dragons de Rouen in die Ligue Magnus, mit dem er am Ende der Spielzeit die französische Meisterschaft feiern konnte.

### International
Für Frankreich nahm Rech im Juniorenbereich an den U18-Junioren-Weltmeisterschaften der Division I 2009 und 2010 sowie der U20-Junioren-Weltmeisterschaft der Division II 2011 und der U20-Junioren-Weltmeisterschaft der Division IB 2012 teil.
Im Seniorenbereich stand er erstmals bei der Qualifikation für die Olympischen Winterspiele 2014 im russischen Sotschi im Aufgebot seines Landes. Anschließend bestritt der Stürmer die Weltmeisterschaften der Jahre 2015, 2017, 2018 und 2019. Vor dem Hintergrund der COVID-19-Pandemie nahm er mit dem französischen Team im Frühjahr 2021 am Beat Covid-19 Ice Hockey Tournament teil. In der Folge lief er beim Qualifikationsturnier für die Olympischen Winterspiele 2022 und den Weltmeisterschaften der Jahre 2022, 2023, 2024 und 2025 wieder für sein Heimatland auf.

## Erfolge und Auszeichnungen
| - 2009 Französischer U22-Meister mit Rouen Hockey Élite 76 - 2010 Französischer U18-Meister mit Rouen Hockey Élite 76 - 2010 Topscorer der französischen U18-Liga - 2010 Bester Torschütze der französischen U18-Liga - 2010 Coupe-de-la-Ligue-Gewinn mit den Dragons de Rouen - 2010 Französischer Meister mit den Dragons de Rouen - 2010 Trophée-des-Champions-Gewinn mit den Dragons de Rouen - 2011 Französischer U22-Meister mit Rouen Hockey Élite 76 - 2011 Französischer Meister mit den Dragons de Rouen - 2011 Coupe-de-France-Gewinn mit den Dragons de Rouen - 2012 IIHF-Continental-Cup-Gewinn mit den Dragons de Rouen - 2012 Französischer Meister mit den Dragons de Rouen - 2012 Trophée Jean-Pierre Graff | - 2012 Trophée-des-Champions-Gewinn mit den Dragons de Rouen - 2013 Französischer U22-Meister mit Rouen Hockey Élite 76 - 2013 Coupe-de-la-Ligue-Gewinn mit den Dragons de Rouen - 2014 Französischer Vizemeister mit den Dragons de Rouen - 2014 Französischer Meister mit den Dragons de Rouen - 2016 Coupe-de-la-Ligue-Gewinn mit den Rapaces de Gap - 2016 Trophée Albert Hassler (gemeinsam mit Yorick Treille) - 2017 Französischer Meister mit den Rapaces de Gap - 2017 Trophée Albert Hassler - 2017 Wertvollster Spieler der Ligue-Magnus-Playoffs - 2021 Deutscher Vizemeister mit den Grizzlys Wolfsburg - 2024 Französischer Meister mit den Dragons de Rouen - 2024 Trophée Albert Hassler |

### International
- 2011 Aufstieg in die Division I bei der U20-Junioren-Weltmeisterschaft der Division II
- 2012 Aufstieg in die Division IA bei der U20-Junioren-Weltmeisterschaft der Division IB

## Karrierestatistik

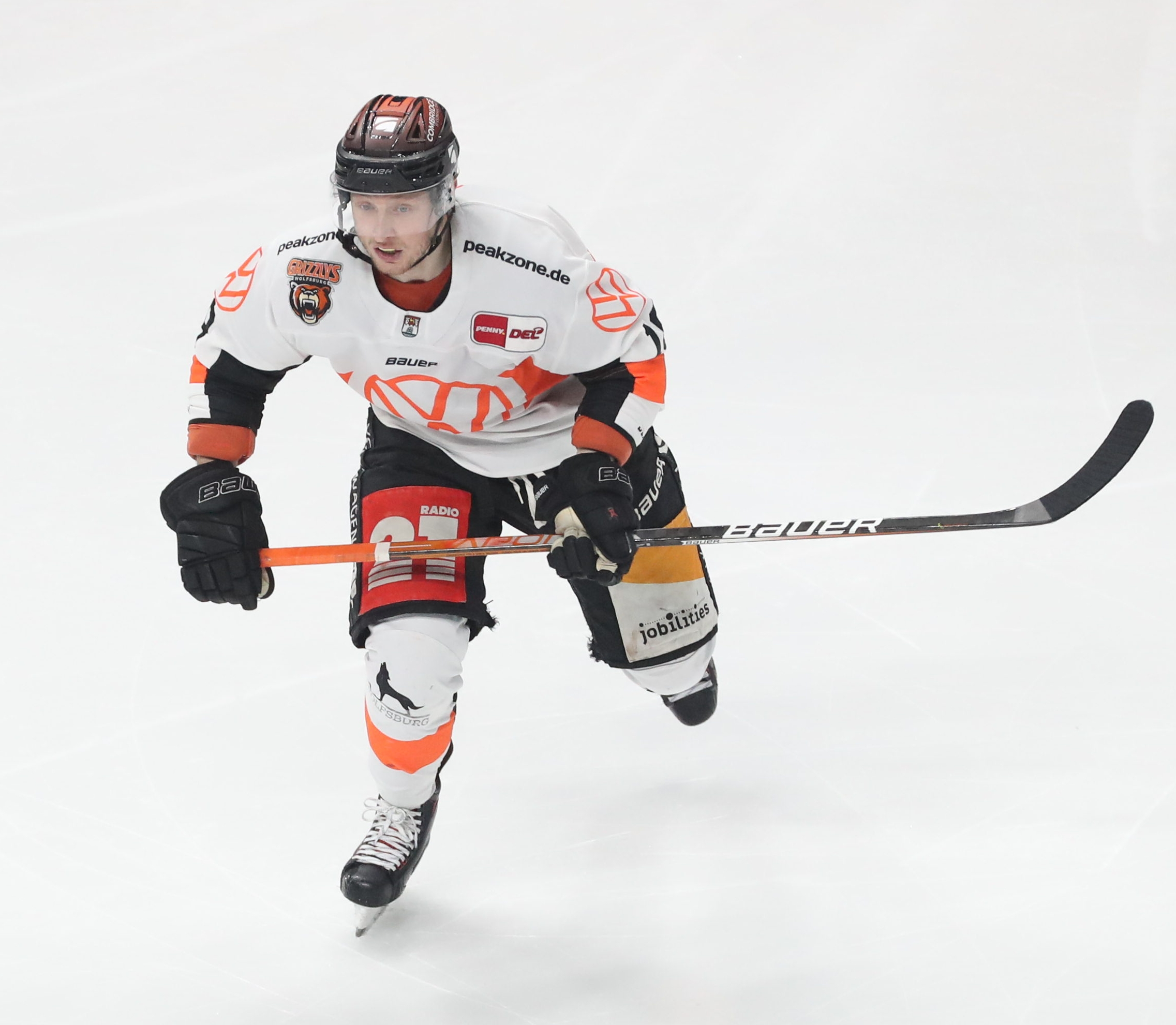
Rech als Spieler der Grizzlys Wolfsburg (2022)

Stand: Ende der Saison 2024/25

### International
Vertrat Frankreich bei:
| - U18-Junioren-Weltmeisterschaft der Division I 2009 - U18-Junioren-Weltmeisterschaft der Division I 2010 - U20-Junioren-Weltmeisterschaft der Division II 2011 - U20-Junioren-Weltmeisterschaft der Division IB 2012 - Qualifikationsturnier für die Olympischen Winterspiele 2014 - Weltmeisterschaft 2015 - Weltmeisterschaft 2017 - Weltmeisterschaft 2018 | - Weltmeisterschaft 2019 - Beat Covid-19 Ice Hockey Tournament - Qualifikationsturnier für die Olympischen Winterspiele 2022 - Weltmeisterschaft 2022 - Weltmeisterschaft 2023 - Weltmeisterschaft 2024 - Weltmeisterschaft 2025 |

(Legende zur Spielerstatistik: Sp oder GP = absolvierte Spiele; T oder G = erzielte Tore; V oder A = erzielte Assists; Pkt oder Pts = erzielte Scorerpunkte; SM oder PIM = erhaltene Strafminuten; +/− = Plus/Minus-Bilanz; PP = erzielte Überzahltore; SH = erzielte Unterzahltore; GW = erzielte Siegtore; 1 Play-downs/Relegation; Kursiv: Statistik nicht vollständig)